# Бабійчук Тамара Василівна
Тамара Василівна Бабійчук (нар. 8 січня 1955, Горохів Волинська область) — кандидат педагогічних наук, Відмінник освіти України, викладач-методист вищої категорії Бердичівського педагогічного фахового коледжу, засновник і керівник Народного театру-кіностудії «Берегиня».

## Біографія
Тамара Бабійчук народилася 8 січня 1955 року в м. Горохові Волинської області в родині інтелігентів.
Батько — Бабійчук Василь Захарович — агроном.
Мати — Бабійчук Галина Степанівна — учитель української мови і літератури.
У 1958 році сім'я переїжджає на Житомирщину.
У 1972 році з золотою медаллю закінчила середню школу № 15 м. Бердичева.
У 1972-1973 роках працювала лаборантом цієї школи.
У 1973-1977 роках навчалася на філологічному факультеті Житомирського педагогічного інституту ім. Івана Франка, який закінчила з відзнакою.
У 1977-1979 роках працювала вчителем української мови та літератури школи № 1 м. Бердичева.
У 1979-1983 роках — секретар, заввідділом учнівської та студентської молоді Бердичівського райкому комсомолу.
З 1983 року по сьогодні — викладач-методист вищої категорії Бердичівського педагогічного фахового коледжу.
У 1992 році в коледжі упорядкувала музей українського побуту «Світлиця».
У 1997 році створила театр-кіностудію «Берегиня», який отримав звання народного (2006). Театр поставив на сцені і екранізував уривки з 300 творів майже 100 українських письменників. Про театр-кіностудію – книга «Театр педагогічний» (2004).
У 2007 захистила кандидатську дисертацію на тему «Методика створення і використання відеофрагментів художніх творів у процесі вивчення української літератури в педагогічному коледжі» і отримала ступінь кандидата педагогічних наук. За дисертацією видано монографію «Сучасна медіаосвіта: відеофрагменти художніх творів на заняттях української мови та літератури в педагогічному коледжі» (2017).
Багато працює на терені літературного краєзнавства. У 2004 році вийшли друком дві книги «Троє в четвертому вимірі» і «Ріки Поезія бердичівські притоки», у 2021 році – книга «З поліського кореня: славетні імена на літературній карті Житомирщини»,
у 2023 році – книга «Письменницький розмай землі древлянської», у 2024-му – «Володимир Даниленко: Коледжанські зустрічі» та «Літературна палітра Житомирщини».
Започаткувала в коледжі студентські науково-практичні конференції: у 2011 році – присвячену Григору Тютюннику, у 2012 році – присвячену Іванові Огієнкові.
Керівник творчих проектів обдарованих студентів. Людмила Біленька та Анастасія Костюкова уклали збірник «Казка "В Країні Сонячних зайчиків" Всеволода Нестайка в дитячому садку» (2020), а Вікторія Олійник – «Оноре де Бальзак в ілюстраціях» (2019).
Ініціатор та організатор двох міжнародних науково-практичних конференцій, присвячених Джозефу Конраду (2017) та Оноре де Бальзаку (2019), за матеріалами яких упорядковано збірники «Джозеф Конрад: час, простір, пам'ять» та «Оноре де Бальзак: грані, інтерпретація, Україна». Була науковим керівником 25 студентів, які брали участь у цих конференціях.

## Сім'я
- Брат – Бабійчук Валерій Васильович – учитель історії.
- Донька – Кицак Галина Вікторівна – викладач німецької мови.
- Донька – Кицак Людмила Вікторівна – кандидат філологічних наук, викладач української мови та літератури, депутат Житомирської обласної ради.
- Син — Кицак Богдан Вікторович (нар. 2 вересня 1992, м. Бердичів, Житомирська область) — кандидат історичних наук, викладач історії, громадський діяч[1], Народний депутат України 9-го скликання[2]. Член Комітету Верховної Ради з питань економічного розвитку[3].

## Нагороди
- Відмінник освіти України
- Президент України Володимир Зеленський призначив Тамарі Бабійчук державну стипендію як видатному діячу освіти[4].

## Додаткова література
- Джозеф Конрад: час, простір, пам'ять: матеріали Міжнародної науково-практичної конференції, посвяченої 160-річчю з дня народження письменника (Бердичів, 28-29 вересня 2017 р.): Житомир: Вид. О.О.Євенок, 2017. 332 с.
- Оноре де Бальзак: грані, інтерпретація, Україна: збірник наукових праць Міжнародної науково-практичної конференції, посвяченої 220-річчю з дня народження письменника (Бердичів, 15-16 травня 2019 р.): Київ: «Видавництво Людмила», 2019. 492 с.
- Біленька Л., Костюкова А. Казка «В Країні Сонячних зайчиків» Всеволода Нестайка в дитячому садку: збірник конспектів занять, ігор, дидактичних вправ: Київ: «МП Леся», 2020. 51 с.
- Олійник В. Оноре де Бальзак в ілюстраціях: Київ: «Видавництво Людмила», 2019. 44 с.